# Cố mộng
Cố mộng là phim truyền hình Trung Quốc chuyển thể từ bán-tự truyện của nhà văn Lâm Bội Phân "Cố mộng" do Đổng Chí Cường đạo diễn với Trần Khôn, Lý Tiểu Nhiễm, La Hải Quỳnh, Hồ Khả, Hùng Nãi Cẩn diễn chính 

## Nội dung
Năm 1904, ông được sinh ra trong hoàng tộc hoàng đế ở Bắc Kinh; bà ngoại Lục là Vương Cách Cách, ông nội đã mất là cháu trai của Từ An Thái Hậu, ông nội là Hoàng tử Mông Cổ; gia đình nổi tiếng này đã khiến ông phải chịu gánh nặng khi ông được sinh ra. Chim trong lồng, không thể, không dám bay cao...
Vào năm 8 tuổi, tình hình đã thay đổi rất nhiều. Cộng hòa Trung Quốc được xây dựng, Hoàng đế nhà Thanh thoái vị và Lục phủ bị ảnh hưởng rất nhiều. Sự biến đổi trở nên mơ hồ, và danh tính của hoàng thân và người thân biến mất. Lục Chánh Ba, người ban đầu là quan chức, vào thời điểm nghiên cứu cổ vật thư pháp và hội họa tại nhà, bà Lục bị cuốn vào những giấc mộng nhộn nhịp của quá khứ. Lục Thiên Ân đã trở thành một người méo mó trong sự thay thế của thời đại. Thời đại đã thay đổi đáng kể, và môi trường sống đã hoàn toàn bị xáo trộn. Mọi thứ đã được lên kế hoạch ban đầu không còn áp dụng được nữa. Tâm trạng thất thường, trống rỗng, không có lý tưởng, không có ý chí đấu tranh...
Năm 1921, ông lấy em họ mình Linh Chi làm vợ, họ không có cảm xúc; Bên ngoài ông ấy làm quen với nghệ sĩ hát trống nhịp Bắc Kinh. Tuy nhiên, Thủy Phiêu Bình bị bệnh phổi và dần dần không thể chữa được. Linh Chi bị khỏ đẻ và cả hai đã chết vào cùng một ngày... Cái chết của Thủy Phiêu Bình khiến Lục Thiên Ân buồn, và cái chết của Kim Linh Chi đã tạo ra một cái bóng lớn cho Lục phu nhân, và sức khỏe của bà lão bị ảnh hưởng rất nhiều...

## Diễn viên
- Trần Khôn vai Lục Thiên Ân

30 tuổi, Sinh ra ở Quảng Đông (1904), anh được nuông chiều từ thời thơ ấu, tuy nhiên, từ khi còn nhỏ, anh đã phải chịu đựng những thay đổi trong cuộc sống. Anh đã trải qua nỗi buồn và những thăng trầm của cuộc sống, anh đã trải qua những niềm vui và nỗi buồn, trong những năm cuối đời, người con trai chết, và hy vọng duy nhất được đặt vào người con gái duy nhất còn lại.
- Lý Tiểu Nhiễm vai Uông Liên Quân

Người vợ thứ ba của Lục Thiên Ân, là người vẻ ngoài nhu nội tâm cương, đối mặt với một cuộc hôn nhân không hạng phúc, sống bền bỉ và một mình nuôi con gái lớn lên.
- La Hải Quỳnh vai Tần Yên Sanh

Người vợ thứ hai của Lục Thiên Ân, người xuất sắc ở trường, có tính cách mạnh mẽ và độc lập. Sau khi ly hôn, cô sang châu Âu du học. Sau nhiều năm, cô trở về Trung Quốc và xuất bản một bài báo ở Thượng Hải. Cô thậm chí còn kết bạn với người vợ thứ ba của Lục Thiên Ân, Uông Liên Quân, và sau đó là Lục Thiên Ân.
- Hồ Khả vai Kim Linh Chi

Em họ của Lục Thiên Ân, người đã kết hôn một cách miễn cưỡng vì đề nghị của bà Lục, đã trở thành người vợ đầu tiên của anh. Sau hơn một năm, cô ta chết vì chứng loạn dưỡng và trở thành nạn nhân của thời đại.
- Hùng Nãi Cẩn vai Thủy Phiêu Bình,  Tiểu Vận Tiên

Người đầu tiên Lục Thiên Ân gặp được biết đến là nghệ sĩ hát trống nhịp Bắc Kinh, cô ấy bị bệnh phổi và chết vì tình.
- Tất Ngạn Quân vai Lục Chánh Ba
- Vương Tĩnh vai Lục phu nhân
- Tưởng Y Y vai Lục Hải Đường (lúc nhỏ)
- Ngô Lập Kì vai Lục Hải Đường (Trưởng thành)
- Trịnh Bội Bội vai Lục lão phu nhân
- Hà Tái Phi vai Cẩn Thái Phi
- Phùng Lôi vai Vinh An
- Chu Đan vai Diêu Chỉ Anh
- Vương Mậu Lôi vai Phổ Nghi
- Lương Đan Ni vai Tần Chu Thị
- Quan Hiểu Đồng vai Đường Thuấn Quân

## Nhạc phim
| Ca khúc          | Lời        | Soạn nhạc | Ca sĩ        | Ghi chú       |
| ---------------- | ---------- | --------- | ------------ | ------------- |
| Cố mộng          | Lương Mang | Lao Tử    | Mao A Mẫn    | Nhạc đầu phim |
| Trái tim mộng mơ |            | Lao Tử    | Sa Bảo Lượng | Nhạc kết phim |